# (301) Bavaria
Pour les articles homonymes, voir Bavaria.
(301) Bavaria est un astéroïde de la ceinture principale découvert par Johann Palisa le 16 novembre 1890 à Vienne.